# Caroline Roux
Pour les articles homonymes, voir Roux (patronyme).
Ne doit pas être confondu avec Caroline Montagne Roux.
Caroline Roux est une journaliste politique, présentatrice et chroniqueuse française de radio et de télévision, née le 14 mai 1972 à Bourgoin-Jallieu (Isère). Exerçant dans le groupe France Télévisions depuis 2012, elle y présente notamment le magazine de débat et d'actualité C dans l'air sur France 5.

## Biographie

### Jeunesse et études
Née de parents tenant deux salons de coiffure, Caroline Roux est la benjamine d'une famille de trois enfants (deux frères aînés). Elle grandit à Grenoble et devient skieuse régionale en compétition.
Elle est diplômée de l'Institut d'études politiques de Grenoble en 1991, puis de l'École de journalisme de Marseille en 1993.

### Carrière dans les médias
Elle débute à Europe 1 et y est prise sous son aile par le président de la station, Jérôme Bellay. Après neuf années passées au service politique de la radio, elle se dirige vers la télévision et devient ainsi en 2005 chroniqueuse dans l'émission Nous ne sommes pas des anges présentée par Maïtena Biraben sur Canal+.
Ensuite, de septembre 2006 à septembre 2012 elle réalise chaque matin une chronique et un entretien de dix minutes avec un invité politique dans La Matinale de Canal+. À partir de septembre 2008, elle assure également la présentation de l'émission en remplacement de Maïtena Biraben lors de ses absences.
À partir de cette date, elle présente également le magazine Planète Société sur la chaîne Planète+. Elle propose également D'ici demain, tous les mercredis sur cette même chaîne, où elle donne la parole à des experts après diffusion de documentaires.
En 2011, Caroline Roux anime avec Bruce Toussaint, sur la chaîne Jimmy, l'émission Bonsoir monsieur le Président. Cette émission simule la première interview présidentielle de différents candidats comme Marine Le Pen, Nicolas Dupont-Aignan, Hervé Morin ou encore Manuel Valls.
La même année, elle devient présentatrice de La Matinale sur Canal+ chaque vendredi. En septembre 2012, elle quitte la chaîne pour rejoindre la matinale d'Europe 1 et retrouver ainsi Bruce Toussaint, avec qui elle travaillait déjà sur Canal+ auparavant.
De 2012 à 2016, elle remplace Géraldine Muhlmann à la présentation de C politique, tous les dimanches à 18 heures, sur France 5.
À partir de septembre 2013, en parallèle de C politique, elle présente tous les vendredis (à l’origine, tous les lundis), le magazine d'actualité et de débat C dans l'air sur France 5 comme joker d'Yves Calvi.
De 2013 à 2015, elle présente sa chronique Les Secrets politiques dans la matinale d'Europe 1 de Thomas Sotto.
En 2015 et 2016, elle présente sur Europe 1 L'Interview découverte tous les matins dans Europe 1 Matin après le journal de 9 heures.
Depuis la rentrée 2016, elle anime l'interview politique Les Quatre Vérités, du lundi au jeudi à 7 h 40, dans Télématin sur France 2.
Durant la même année, à la suite du départ d'Yves Calvi, Caroline Roux reprend complètement la présentation de l'émission de France 5 C dans l'air du lundi au jeudi, tandis que Bruce Toussaint la présente le vendredi et le samedi et la remplace occasionnellement. Fin août 2018, à la suite du départ de Bruce Toussaint pour BFM TV, elle est rejointe par Axel de Tarlé (lui-même remplacé par Mélanie Taravant sur C à dire ?!), qui reprend le créneau des vendredis et samedis sur C dans l'air. Animée par Caroline Roux, l'émission C dans l'air affiche fréquemment des records d'audience, enregistrant son meilleur score depuis la création de l'émission pour l'année 2016-2017, avec en moyenne 1,5 million de téléspectateurs et 12,7 % de part d'audience[réf. nécessaire].
Depuis 2018, Caroline Roux dirige également une collection de documentaires sous la marque C dans l'air, dans lesquels ses interviews de personnalités et d'experts servent de fil rouge aux sujets traités. Terrorisme : la réponse française diffusé le 28 mars 2018 et Europe : la tentation populiste diffusé le 19 mars 2019 sont les deux premiers volumes de cette collection proposée par France 5 en première partie de soirée.
Le 14 juillet 2022, elle interviewe, avec Anne-Claire Coudray, le président de la République Emmanuel Macron. En octobre 2022, elle s'entretient seule avec le chef de l'État dans L'Événement, la nouvelle émission politique de France 2.
En juin 2025, elle refuse de succéder à Anne-Sophie Lapix au journal de 20h de France 2, préférant se consacrer à la présentation de C dans l'air, qu'elle considère comme une émission d'utilité publique.

### Vie privée
Elle est mariée à Laurent Solly (ex-directeur de cabinet de Nicolas Sarkozy à la présidence de l'UMP en 2005 puis pendant la campagne de 2007, et patron de Facebook France depuis 2013), avec qui elle a un fils, Marceau, né en 2009,. Elle est aussi mère d'une fille, Rosalie, née en 2004 d'une précédente union.